# Ultraviolet Explorer
Pour les articles homonymes, voir UVEX.
L'UltraViolet EXplorer, en abrégé UVEX, est un télescope spatial de la NASA, l'agence spatiale américaine, qui doit observer le rayonnement ultraviolet proche et lointain (139-270 nanomètres) et doit être lancé en 2030.

## Historique
UVEX est une mission de taille moyenne du programme Explorer (Medium-class Explorers ou MIDEX) de la NASA qui regroupe des petits satellites scientifiques dont le coût est inférieur à 300 millions US$ lancement exclu. Elle est sélectionnée en février 2024 parmi quatre autres missions.

## Objectifs
La mission primaire d'une durée de deux ans doit effectuer un recensement des sources ultraviolet du ciel. La mission comprend trois objectifs scientifiques : l'étude des galaxies de faible masse et de faible métallicité, l'observation des événements immédiatement postérieurs à la fusion d'objets compacts détectées grâce à l'émission d'ondes gravitationnelles et enfin la mise à disposition d'une carte complète des sources ultraviolet du ciel qui pourra être exploitée par la communauté scientifique.

## Caractéristiques techniques
Cet engin de petite taille comporte un imageur et un spectromètre. Le télescope de 75 centimètres d'ouverture effective est doté d'un champ de vue de grande taille (3,5 x 3,5 degrés). Sa résolution spatiale est de 2,25 secondes d'arc et sa résolution spectrale est supérieure à 1000.